# Atorvastatin
Atorvastatín, pod tržnimi imenom Lipitor in drugimi, je učinkovina iz skupine statinov, ki se uporablja za zdravljenje dislipidemij in preprečevanje srčno-žilnih boleznih pri bolnikih s povišanim tveganjem.
Pogosti neželeni učinki atorvastatina so bolečine v sklepih, driska, dispepsija, slabost in bolečine v mišicah. Hudi neželeni učinki vključujejo rabdomiolizo, težave z jetri in sladkorno bolezen. Uporaba med nosečnostjo lahko škodi nerojenemu otroku. Kot vsi statini atorvastatin deluje preko zaviranja encima HMG-CoA-reduktaze, ki se nahaja v jetrih in je bistven za sintezo holesterola.
Atorvastatin so patentirali leta 1986, dovoljenje za uporabo pri ljudeh pa je pridobil v ZDA leta 1996. Na trgu je že tudi v obliki generičnih zdravil.

## Medicinska uporaba
Primarno se atorvastatin uporablja za zdravljenje dislipidemij in za preprečevanje srčno-žilnih bolezni.

### Dislipidemije
- Hiperholesterolemija[5] (heterozigotna družinska hiperholesterolemija in nedružinska hiperholesterolemija) in mešana dislipidedija tipov IIa in IIb, saj znižuje ravni celokupnega holesterola, lipoproteina majhne gostote (LDL),[6] apolipoproteina B (apo-B), [7] trigliceridov[8] in CRP[9] ter zvišuje ravni lipoproteina velike gostote (HDL);
- heterozigotna družinska hiperholesterolemija pri otrocih;[5]
- homozigotna družinska hiperholesterolemija;[5][10]
- hipertrigliceridemija tipa IV;
- primarna disbetalipoproteinemija tipa III;
- kombinirana hiperlipidemija[11]

### Srčno-žilne bolezni
- Primarna preventiva srčne in možganske kapi ter za revaskularizacijo pri bolnikih s povišanim tveganjem, kot so starostniki,kadilcim bolniki s povišanim krvnim tlakom, znižanimi ravnmi HDL ali družinsko anamnezo srčne bolezni, ki pa še niso razvili koronarna arterijske bolezni;[12]
- sekundarna preventiva srčne in možganske kapi ter nestabilne angine pektoris[13][14] in revaskularizacija pri bolnikih z že izraženo koronarno arterijsko boleznijo;[15][16]
- preprečevanje srčne in možganske kapi pri bolnikih s sladkorno boleznijo tipa 2.[17][18][19]

Klinične raziskave nakazujejo, da visoki odmerki statinov stabilizirajo žilne plake pri bolnikih z akutnim koronarnim sindromom ali trombotično možgansko kapjo.

### Ledvična bolezen
Atorvastatin in drugi statini izkazujejo majhno korist pri preprečevanju upadanja ledvične funkcije in zmanjševanju izgube beljakovin s sečem pri bolnikih s srčno-žilnimi boleznimi, niso pa učinkoviti pri preprečevanju akutne ledvične okvare ob dajanju pred operativnim posegom.
Nekateri podatki nakazujejo, da lahko atorvastatin in drugi statini zmanjšajo tveganje za pojav nefropatije, inducirane s kontrastnimi sredstvi. 

## Kontraindikacije
- Aktivna bolezen jeter: holestaza, jetrna encefalopatija, hepatitis ali zlatenica;
- nepojasnjeno povišane vrednosti AST ali ALT;
- nosečnost: atorvastatin lahko zaradi vpliva na serumske vrednosti holesterola in trigliceridov škodi razvoju nerojenega otroka;[12]
- dojenje: za atorvastatin podatki ne obstajajo, pri drugih statinih pa so ugotovili izločanje manjših količin zdravila v materino mleko.[12] Zaradi tveganja za motnje presnove maščob pri dojenem otroku uporaba atorvastatina med dojenjem ni priporočljiva;[26]
- znatno povišane vrednosti kreatin kinaze ali prisotnost oziroma sum na miopatijo po uvedbi zdravljenja z atorvastatinom. Atorvastatin lahko, sicer redko, povzroči rabdomiolizo,[27] ki lahko poteka tudi v hudi obliki in lahko zaradi mioglobinurije povzroči akutno ledvično odpoved. Če obstaja sum na rabdomiolizo ali pa se-le ta potrdi, je treba zdravljenje z atorvastatinom prekiniti.[28] Tveganje za pojav miopatije je povečano pri hkratni uporabi ciklosporina, fibratov, eritromicina, niacina ali azolnih protiglivnih učinkovin;[29]
- sočasna uporaba zdravila z glekaprevirjem in pibrenstasvirjem za zdravljenje hepatitisa C.[30]

## Neželeni učinki
- Redek neželeni učinek, ki ga lahko povzroči uporaba atorvastatina, je sladkorna bolezen tipa 2.[31][32][33]
- Med najhujše neželene učinke atorvastatina spadata miopatija s povišanimi vrednostmi kreatin kinaze[34] in rabdomioliza, a se pojavita redko, in sicer pri 2,3 do 9,1 osebah na 10.000 oseb, ki prejemajio atorvastatin, na leto.[11][29][35] Če se pojavi miopatija ali rabdomioliza, je treba zdravljenje z atorvastatinom takoj prekiniti.
- Vztrajno povišane vrednosti jetrnih encimov so se v kliničnih raziskavah pojavile pri okoli 0,7 % ljudi, ki so prejemali atorvastatin. Priporočljivo je ovrednotenje jetrne funkcije pred uvedbo zdravljenja z atorvastatinom ter ponovno ovrednotenje med zdravljenjem, če je klinično utemeljeno. Če se med zdravljenjem z atorvastatinom pojavi huda jetrna okvara, je treba atorvastatin ukiniti, vsaj dokler vzrok jetrne poškodbe ni poznan. Če se ne ugotovi drug razlog, se atorvastatin ne sme več uvesti.[12]

### Pogosti
Naslednji neželeni učinki so se med kliničnimi raziskavami pojavljali pogosto, in sicer pri 1 do 10 % oseb, ki so prejemale atorvastatin:
- bolečine v sklepih,[29]
- driska,[29]
- dispepsija,[29]
- bolečine v mišicah,[29]
- slabost.[29]

Pri visokih odmerkih atorvastatina se lahko poslabša tudi nadzor nad ravnmi krvnega sladkorja.

### Drugi
Leta 2014 je ameriški Urad za prehrano in zdravila (FDA) izdal poročilo o tveganju za izgubo spomina, pozabljivost in zmedenost pri uporabi kateregakoli statina. Opisani simptomi niso bili hudi, pojavili so se redko in so izzveneli po ukinitvi zdravljenja.

### Součinkovanja
Součinkovanje s fibrati (klofibrat, fenofibrat, gemfibrozil) lahko vodi do večjega tveganja za pojav miopatije ali rabdomiolize.
Sočasna uporaba atorvastatina z zaviralci CYP3A4, kot so itrakonazol, telitromicin in vorikonazol, lahko povzroči zvišanje krvnih koncentracij atorvastatina in posledično pojav neželenih učinkov. Tveganje je manjše pri diltiazemu, eritromicinu, flukonazolu, ketokonazolu, klaritromicinu, ciklosporinu, proteaznih zaviralcih in verapamilu, redko pa se součinkovanje pojavi pri amiodaronu in aprepitantu. Bosentan, fosfenitoin in fenitoin, ki so induktorji CYP3A4, pogosto povzročijo znižanje koncentracij atorvastatina, nekateri drugi induktorji CYP3A4, kot so barbiturati, karbamazepin, efavirenz, nevirapin, okskarbazepin, rifampicin in rifamicin, pa to povzročijo le redko. 
Antacidi lahko v redkih primerih znižajo plazemsko koncentracijo statinov, vendar pa nimajo vpliva na učinkovitost pri znižanju ravni LDL.
Sočasna uporaba z niacinom poveča tveganje za pojav miopatije ali rabdomiolize.
Sočasna uporaba pripravkov z vitaminom D lahko zmanjša koncentracijo atorvastatina in njegovega aktivnega presnovka v krvi, vendar pa po drugi strani delujeta sinergistično pri zmanjševanju ravni LDL in celokupnega holesterola.
Snovi v grenivkinem soku so poznani zaviralci encima CYP3A4 v črevesju, zato lahko uživanje grenivkinega soka sočasno z jemanjem atorvastatina zviša Cmax in površino pod krivuljo (AUC) atorvastatina. Posledično so zaradi potencialne toksičnosti odsvetovali sočasno uživanje, vendar novejše raziskave kažejo, da običajne količine (en kozarec na dan) grenivkinega soka le malo vplivajo na presnovo atorvastatina in je zato malo verjetno, da bi prišlo do kakršnihkoli neželenih učinkov.
V nekaj primerih so poročali o miopatiji pri sočasni uporabi atorvastatina s kolhicinom.

### Vpliv atorvastatina na druga zdravila
Med sočasno uporabo večkratnih odmerkov digoksina in atorvastatina se je koncentracija digoksina v stanju dinamičnega ravnovesja neznatno povečala. Bolnike, ki jemljejo digoksin, je treba zato ustrezno spremljati.
Pri sočasni uporabi nekaterih perarolnih kontraceptivov (noretisteron in etinilestradiol) lahko njihova vrednost AUC poraste.

## Mehanizem delovanja
Kot drugi statini atorvastatin kompetitivno zavira encim HMG-CoA-reduktazo, ki katalizira redukcijo 3-hidroksi-3-metilglutaril-koenzima (HMG-CoA) do mevalonata, kar pa je omejujoči korak v biosintezi holesterola v jetrih. Takó atorvastatin zavira de novo sintezo holesterola ter poveča izražanje receptorjev za LDL na jetrnih celicah (hepatocitih). Posledično se poveča privzem lipoproteinov majhne gostote v jetrne celice in se zniža njihova koncentracija v krvi. Kot velja tudi za druge statine, atorvastatin zmanjša tudi ravni trigliceridov in blago zveča koncentraciji lipoproteinov velike gostote v krvi. 
Pri bolnikih z akutnim koronarnim sindromom lahko visoki odmerki statinov tudi stabilizirajo žilne plake ter izboljšajo endotelijsko funkcijo. V nekaterih primerih lahko povzročijo ne le stabilizacijo, temveč celo regresijo plakov. Vendar pa je pri visokih odmerkih statinov večje tudi zveganje za neželene učinke. Opisani mehanizem naj bi bil pomemben tudi za zmanjšanje tveganja za ponovitev trombotične možganske kapi pri uporabi visokih odmerkov statinov pri sekundarni prevemtivi. Pri visokih odmerkih statinov je pa večje tudi tveganje za neželene učinke.

### Farmakodinamika
Primarno mesto delovanja atorvastatina so jetra, saj je ta organ bistven v sintezi holesterola ter za privzem LDL iz krvi. Znižanje LDL je odvisno od odmerka, ne od sistemske koncentracije zdravila. V Cochranovem sistematskem pregledu raziskav so ovrednotili od odmerka odvisno znižanje krvnih lipidov; odmerki od 10 do 80 mg/dan znižajo celokupni holesterol za 27,0 do 37,9 %, LDL za 37,1 do 51,7 %, trigliceride pa za 18,0 do 28, 3%.

## Farmakokinetika

### Absorpcija
Atorvastatin se po peroralni uporabi hitro absorpira in maksimalna plazemska koncentracija zdravila (Tmax) se doseže po okoli 1–2 h. Njegova absolutna biološka uporabnost je okoli 14-odstotna, vendar je sistemska razpoložljivost aktivnosti na HMG-CoA-reduktazi 30-odstotna. Poglavitni razlog za nizko sistemsko uporabnost atorvastatina sta znatna presnova v črevesju ter učinek prvega prehoda. Ob uporabi s hrano se Cmax (merilo hitrosti absorpcije) zniža za okoli 25 %, AUC (merilo obsega absorpcije) pa za okoli 9 %, vendar ne vpliva na učinkovitost zniževanja plazemske vrednosti LDL. Ob odmerjanju zvečer sta Cmax in AUC nižja za 30 %, vendar tudi v tem primeru ni vpliva na učinkovitost znižanja plazemskega LDL.

### Porazdelitev
povrečna prostornina porazdelitve atorvastatina je okoli 381 L. V veliki meri se veže na plazemske beljakovine (≥ 98 %). Raziskave nakazujejo, da se lahko izloča tudi v materino mleko.

### Presnova
Atorvastatin se presnavlja zlasti s citokromom P450, in sicer se hidroksilira do aktivnih orto- in parahidroksiliranih presnovkov ter različnih betaoksidiranih presnovkov. Orto- in parahidroksilirani presnovki doprinesejo okoli 70 % sistemskega delovanja na encim HMG-CoA-reduktazo. Ortohidroksi presnovek nadalje podleže presnavljanju z glukuronidacijo. Kot substrat za izocim CYP3A4 je dovzeten za vpliv sočasno uporabljanih induktorjev in zaviralcev CYP3A4, ki znižajo oziroma zvišajo plazemske koncentracije atorvastatina. Je tudi zaviralec CYP3A4.

### Izločanje
Atorvastatin se primarno izloča prek jeter z žolčem, s sečem se ga izloči manj kot 2 odstotka. Pred izločitvijo z žolčem se presnavlja v jetrih in zunaj njih. Ne podleže enterohepatičnemu kroženju. Razpolovna doba izločanja znaša okoli 12 ur, vendar pa razpolovna doba zaviralne aktivnosti na encimu HMG-CoA-reduktaza traja 20 do 30 ur, kar je verjetno posledica delovanja aktivnih presnovkov. Atorvastatin je substrat črevesnega glikoproteina P, ki učinkovine med absorpcijo izplavlja nazaj v črevesno svetlino.
Pri bolnikih z zmanjšano jetrno funkcijo lahko plazemske koncentracije atorvastatina znatno porastejo. Pri jetrni bolezni stopnje A po Child-Pughu sta Cmax in AUC štirikratno povečana, pri stopnji B pa je Cmax 16-kratno povečan, AUC pa 11-kratno.
Pri starostnikih (bolnikih, starih več kot 65 let) je lahko farmakokinetika atorvastatina spremenjena in vrednosti AUC in Cmax so lahko 40 do 30 % povišane. Nadalje lahko atorvastatin pri zdravih starostnikih izkazuje večji farmakodinamski odziv in so lahko zanje terapevtski odmerki nižji.